# Spiroctenus lightfooti
Espèce
Synonymes
- Hermachastes lightfooti Purcell, 1902

Spiroctenus lightfooti est une espèce d'araignées mygalomorphes de la famille des Bemmeridae.

## Distribution
Cette espèce est endémique du Cap-Occidental en Afrique du Sud,. Elle se rencontre vers Le Cap, Brandvlei et Worcester.

## Description
Les mâles mesurent de 9,75 à 12,25 mm et la femelle 14,3 mm.

## Étymologie
Cette espèce est nommée en l'honneur de R. M. Lightfoot.

## Publication originale
- Purcell, 1902 : New South African trap-door spiders of the family Ctenizidae in the collection of the South African Museum. Transactions of the South African Philosophical Society, vol. 11, p. 348-382 (texte intégral).